# Branislau Samoilau
Branislau Samoilau (en biélorusse : Браніслаў Самойлаў), né le 25 mai 1985 à Vitebsk, est un coureur cycliste biélorusse.

## Biographie

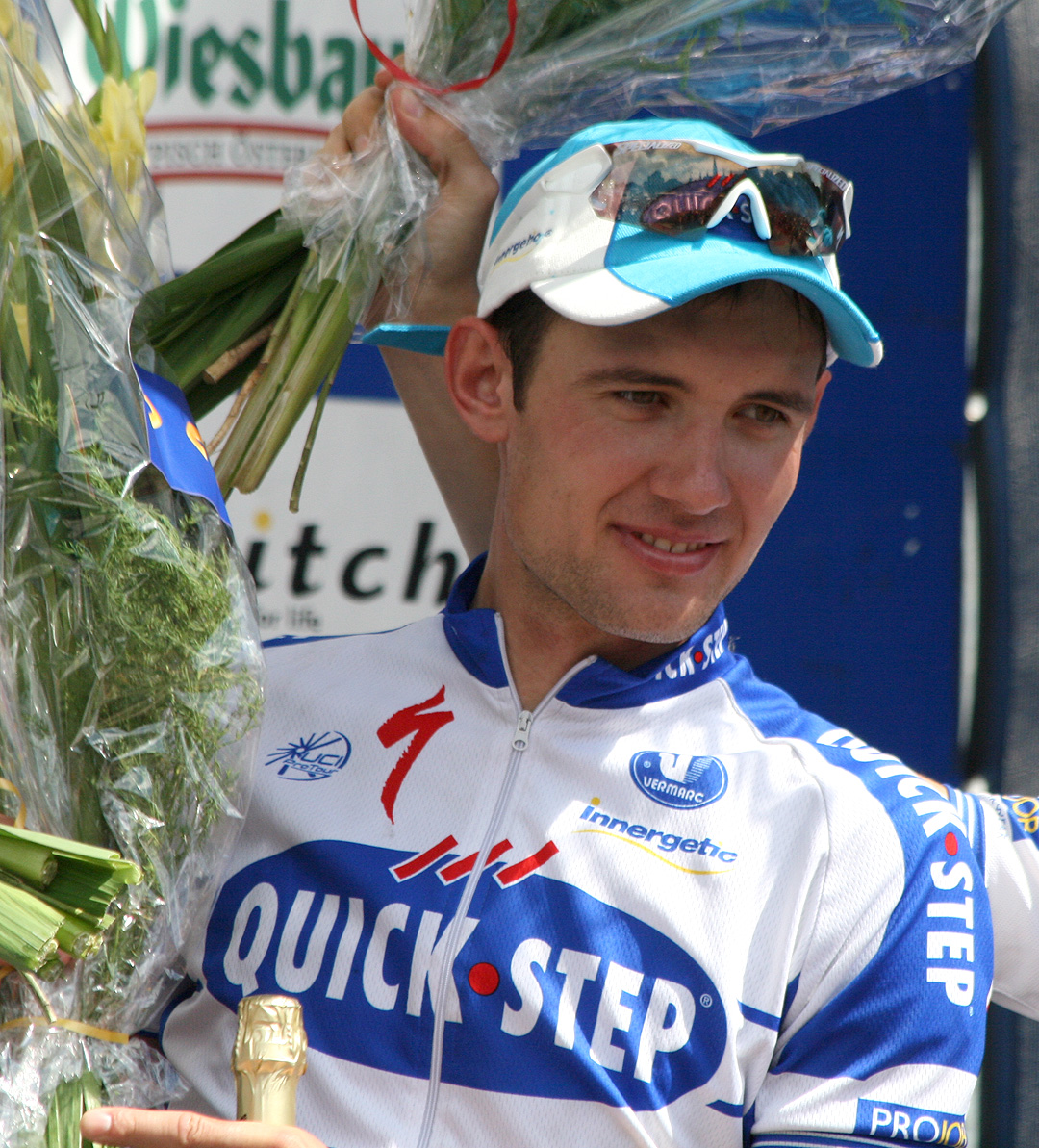
Branislau Samoilau durant le Tour d'Autriche 2009.

Il est devenu champion de Biélorussie sur route et vice-champion de Biélorussie du contre-la-montre en 2007. En juin 2009, il rejoint l'équipe Quick Step. Il termine troisième du Tour d'Autriche après avoir été de nouveau sacré champion de Biélorussie du contre-la-montre. En 2010, il se montre souvent dans la haute montagne, notamment sur le Tour d'Italie, et il termine le Critérium du Dauphiné à la douzième place.
Non conservé par l'équipe Movistar pour la saison 2013, il dispute de nombreuses courses en Europe avec son équipe nationale. Ainsi, il remporte une étape du Małopolski Wyścig Górski et termine second du championnat de Biélorussie du contre-la-montre. Ses bons résultats lui permettent de signer dans l'équipe polonaise CCC Polsat Polkowice pour la saison 2014.
Lors d'une étape du Tour d'Autriche 2015, il adresse une insulte raciste à Natnael Berhane, coureur érythréen de l'équipe sud-africaine MTN-Qhubeka. Il présente ses excuses au coureur et verse un don équivalant à un mois de salaire à la fondation Qhubeka,.
Sélectionné pour représenter son pays aux championnats d'Europe de cyclisme sur route en 2018, il se classe 31e de l'épreuve contre-la-montre.

## Palmarès et classements mondiaux

### Palmarès
- 2004
  - 5e étape du Tour des régions italiennes
  - Liège-Bastogne-Liège espoirs
  - Chieti-Casalincontrado-Blockhaus
  - Medaglia d'Oro Paolo Batignani
  - 2e de la Coppa Ciuffenna
  - 2e du Gran Premio Pretola
  - 3e du Gran Premio Capodarco
- 2005
  -  Champion de Biélorussie du contre-la-montre espoirs
  - Trofeo Franco Balestra
  - Trofeo L'Eco del Chisone
  - Tour de Lleida :
    - Classement général
    - 1re, 2ea (contre-la-montre) et 5e étapes

  - Cronoscalata Gardone Val Trompia-Prati di Caregno
  - 4e et 5e étapes du Tour de la Vallée d'Aoste
  - Ruota d'Oro
  - 2e du Gran Premio Pretola
  - 3e du Trofeo Sportivi di Briga
  - 9e du championnat d'Europe du contre-la-montre espoirs
- 2006
  -  Champion de Biélorussie du contre-la-montre espoirs
- 2007
  -  Champion de Biélorussie sur route
  - 2e du championnat de Biélorussie du contre-la-montre
  - 3e du Tour du Latium
  - 6e du championnat d'Europe du contre-la-montre espoirs
- 2008
  - 5e étape de la Semaine cycliste lombarde
- 2009
  -  Champion de Biélorussie du contre-la-montre
  - 3e du Tour d'Autriche
- 2010
  -  Champion de Biélorussie du contre-la-montre
- 2011
  - 3e du championnat de Biélorussie sur route
- 2012
  -  Champion de Biélorussie du contre-la-montre
- 2013
  - 3e étape du Małopolski Wyścig Górski
  - Tour de Ribas :
    - Classement général
    - 2e étape

  - 2e de la Race Horizon Park II
  - 3e du championnat de Biélorussie du contre-la-montre
- 2014
  - 2e et 3ea (contre-la-montre par équipes) étapes du Sibiu Cycling Tour
  - 3e du championnat de Biélorussie du contre-la-montre
- 2015
  - 2e du championnat de Biélorussie du contre-la-montre
- 2016
  - 2e du championnat de Biélorussie du contre-la-montre
  - 3e du championnat de Biélorussie sur route
- 2017
  - 1reb étape de la Semaine internationale Coppi et Bartali (contre-la-montre par équipes)
- 2018
  - 2e étape du Tour de Mersin
  - Horizon Park Race Maïdan
  - Horizon Park Race Classic
  - 3e étape du Tour de Serbie
  - 2e du championnat de Biélorussie du contre-la-montre
  - 2e de la Minsk Cup
  - 3e du Grand Prix Side
  - 3e du championnat de Biélorussie sur route
- 2019
  - Grand Prix Gazipaşa
  - 1re étape du Tour de Mersin
  - Tour de Mésopotamie : 
    - Classement général
    - 1re étape

  - 2e du Tour de Mersin
  - 2e du championnat de Biélorussie du contre-la-montre
- 2020
  - Grand Prix Manavgat
  - 2e du championnat de Biélorussie du contre-la-montre

### Résultats sur les grands tours

#### Tour d'Italie
6 participations
- 2007 : 22e
- 2010 : 39e
- 2011 : 46e
- 2012 : 43e
- 2015 : 48e
- 2017 : 112e

#### Tour d'Espagne
1 participation
- 2010 : abandon (8e étape)

### Classements mondiaux
| Année           | 2005 | 2006 | 2007 | 2008 | 2009 | 2010 | 2011 | 2012 | 2013 | 2014 | 2015 | 2016 | 2017   |
| --------------- | ---- | ---- | ---- | ---- | ---- | ---- | ---- | ---- | ---- | ---- | ---- | ---- | ------ |
| UCI World Tour  |      |      |      |      |      |      | 193e | 211e |      |      |      |      |        |
| UCI Europe Tour | 35e  | 968e | 158e | 320e |      |      |      |      | 234e | 211e | 439e | 548e | 1 438e |